# Delia Nivolelli Nero d'Avola
Il Delia Nivolelli Nero d'Avola è un vino DOC la cui produzione è consentita nella provincia di Trapani.

## Vitigni con cui è consentito produrlo
- Nero d'Avola minimo 85%
- Possono concorrere alla produzione di detti vini, le uve di altri vitigni a bacca rossa, autorizzati e/o raccomandati per la provincia di Trapani, da soli o congiuntamente sino ad un massimo del 15%.[1]

Nero d'Avola è sinonimo di Calabrese.

## Caratteristiche organolettiche
- colore: rosso rubino intenso, tendente all'aranciato con l'età;
- profumo: più o meno intenso, caratteristico, gradevole;
- sapore: asciutto, pieno, armonico;

## Produzione
Provincia, stagione, volume in ettolitri
- nessun dato disponibile